# Mistrzostwa Austrii w Lekkoatletyce 1911
Mistrzostwa Austrii w Lekkoatletyce 1911 – zawody lekkoatletyczne, które odbyły się 1 października 1911 w Wiedniu.
Była to pierwsza edycja mistrzostw Austrii w lekkoatletyce (w 1900 rozegrano pierwsze mistrzostwa Austrii w biegach przełajowych). 

## Mężczyźni
| Konkurencja:        | 1. miejsce      | Rezultat |
| Bieg na 100 metrów  | Fritz Fleischer | 11,4     |
| Bieg na 400 metrów  | Max Lords       | 55,4     |
| Bieg na 1500 metrów | Felix Kwietoń   | 4:31,5   |
| Skok wzwyż          | W. Alt          | 1,54     |
| Skok w dal          | Viktor Franzl   | 6,45     |
| Pchnięcie kulą      | Josef Schäffer  | 11,84    |
| Rzut dyskiem        | Hans Tronner    | 40,18    |
| Rzut oszczepem      | Gustav Krojer   | 48,30    |